# Bojer

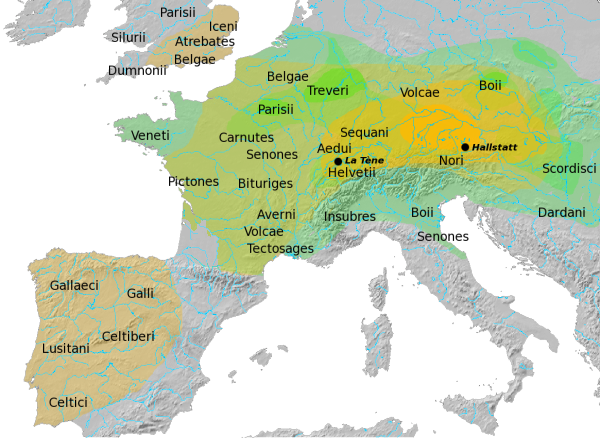
Kartan visar den ungefärliga placeringen för Boii i Böhmen och Italien. Latènekulturen visas i grönt och den efterföljande Hallstattkulturen i gult

Bojer (latin Boii med entalsformen Boius; grekiska Βοιοι) utgjorde ett keltiskt folk, som vid olika tillfällen funnits i transalpina Gallien (dagens Frankrike) och Cisalpina Gallien (norra Italien), liksom i Pannonia (i dag västra Ungern), Böhmen, Mähren och västra Slovakien.
Om de folk som kallades bojer i Böhmen och de som bodde i Italien verkligen var närmare besläktade är okänt. De i norra Italien boende bojerna kämpade under 200-talet f. Kr. upprepade gånger mot romarna men besegrades av dem. Den tidiga historien hos de Böhmen bosatta bojerna är okänd. Omkring 60 f. Kr. begav sig en gren av dem på vandring västerut till Gallien, där de uppträdde på Julius Caesars tid och av honom erhöll boplatser. De i Böhmen kvarvarande bojernas rike störtades av den dakiske kungen Boerebistas. I vilken uträckning germaner deltog i bojernas störtande är omtvistat. Senare kontrollerades de av markomannerna. 
Böhmen hette Boi(o)haemum på latin, och både klassiska författare och moderna språkvetare anser att bojerna givit namn åt området.